# Blastomycose
 Mise en garde médicale
En médecine, une blastomycose (appelée aussi blastomycose nord-américaine, dermatite blastomycétique ou maladie de Gilchrist) est une maladie infectieuse mycotique causée par le champignon Blastomyces dermatitidis.

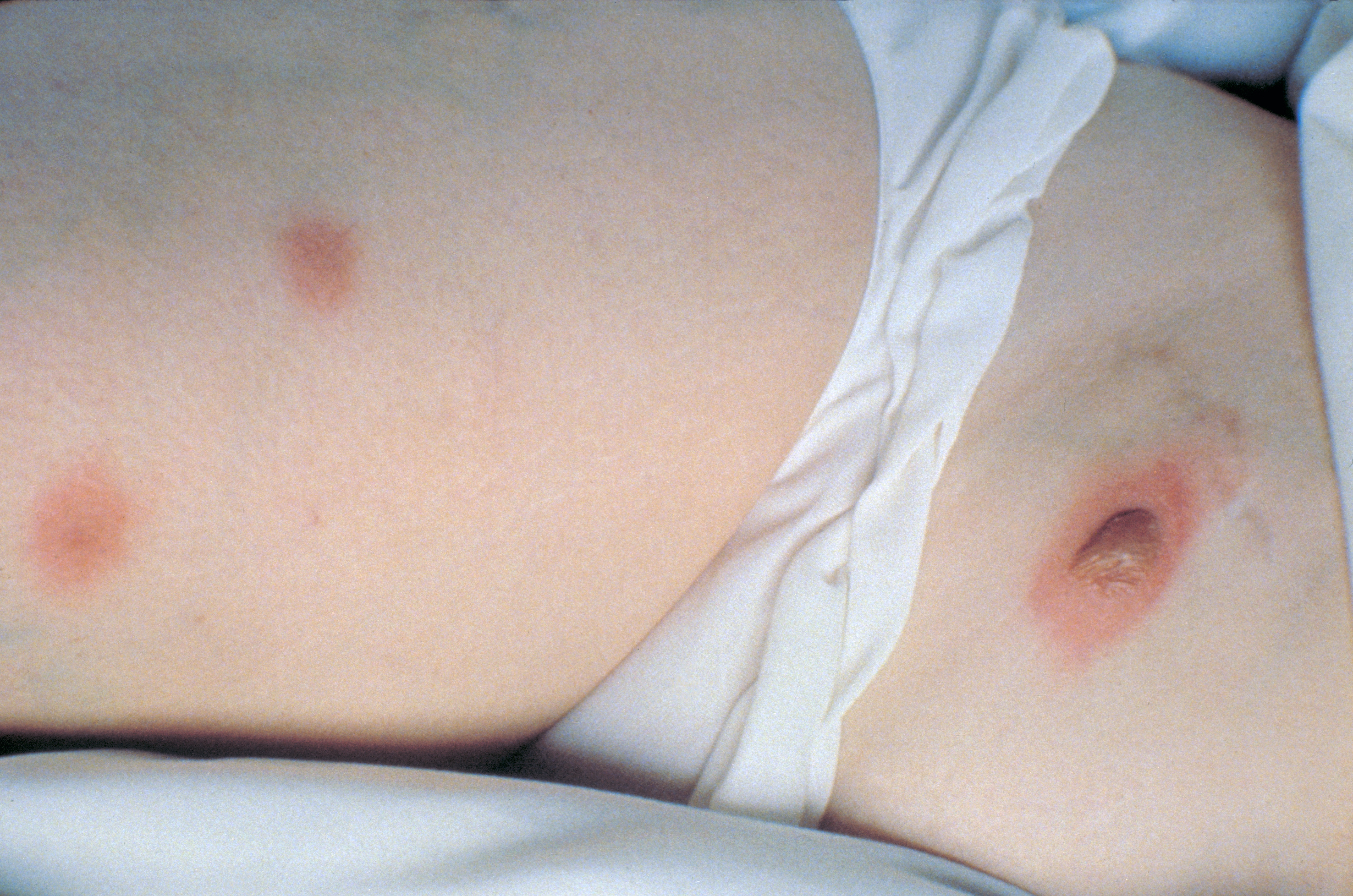
Exemple d'effets cutanés (non systématique) induits par une blastomycose

## Localisation
Le nom de blastomycose nord-américaine vient du fait que la maladie soit endémique à certaines régions de l'Amérique du Nord (Fleuve Mississippi et Rivière Ohio, Grands Lacs, État du Mississippi, Louisiane, Kentucky et Arkansas pour les États-Unis, Nord-Ouest de l'Ontario et ville de Kenora pour le Canada). La maladie ne doit pas être confondue avec la blastomycose sud-américaine, qui désigne la paracoccidioidose brésilienne, ni avec la chromoblastomycoses (ou chromomycoses), cette dernière étant  des infections mycosiques dermo-épidermiques (principalement induites par Fonsecaea pedrosoi et Cladosporium carrionii) trouvées dans les zones tropicales — Amérique centrale, Antilles, Madagascar… — et apparaissant souvent après une piqûre par une épine souillée.

## Signes et symptômes
Des symptômes grippaux : fièvre, frissons, myalgie, maux de tête et toux. Un vif syndrome respiratoire ressemblant à une pneumonie bactérienne, avec les symptômes suivants : forte fièvre, frissons, toux et douleurs, et pouvant conduire à un syndrome de détresse respiratoire aiguë.
Un état simulant une tuberculose ou un cancer du poumon (présence de nodules souvent pris pour des tumeurs). Un syndrome de détresse respiratoire aiguë entraînant un essoufflement et une tachypnée entre autres. 
Des lésions cutanées sont fréquentes, essentiellement asymptomatiques, sous forme de pustules. Elles sont le plus souvent secondaires à l'atteinte pulmonaire mais peuvent exister isolément. 
Il peut exister des lésions osseuses. Prostatite entraînant des douleurs en urinant et atteinte du larynx causant un enrouement.
Les formes survenant chez le sujet immunodéprimés sont plus agressives et plus graves.

## Diagnostic
Les hémocultures et les cultures des expectorations permettent de confirmer le diagnostic. L'antigène peut être détectée dans les urines du patient atteint, même s'il existe des réactions croisées avec d'autres mycoses.

## Traitement
La prise en charge de la blastomycose a fait l'objet de la publication de recommandations par le « Infectious Diseases Society of America ».
La plupart des antifongiques (amphotéricine B par exemple) sont efficaces contre cette maladie. La mortalité de celle-ci est rare.